# ゲオサウルス
ゲオサウルス (Geosaurus) は中生代ジュラ紀に生息した海生ワニ類。爬虫綱 - ワニ目 - 中鰐亜目に属する。学名は「大地のトカゲ」を意味する。命名者はジョルジュ・キュヴィエ。

## 特徴
体長約3メートル、頭骨長約38センチメートル。高度に水中に適応したワニ類で、皮骨からなる装甲板を持たず、体表は滑らかである。鋭い歯を持つ吻は長くとがり、尾骨は急角度で折れ曲がって魚竜の様な垂直の尾鰭が形成されていた。鰭脚状となった四肢のうち、前肢は航空機の翼状で、後肢はそれより長かった。これらの形態は、化石の周囲に残された薄い炭素の膜で描かれた輪郭からうかがい知ることができる。おそらくは尾とともに胴体も左右に打ち振り、高い推進力を得ていたであろうと推測される。

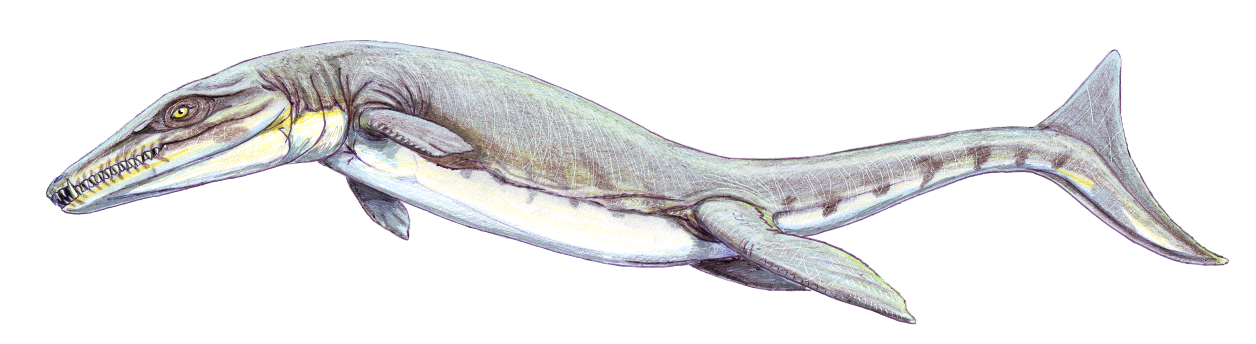
ヒトとの比較図